# Eugenia afzelii
Eugenia afzelii là một loài thực vật có hoa trong Họ Đào kim nương. Loài này được Engl. mô tả khoa học đầu tiên năm 1899.